# Wakanda
Wakanda е платформа за уеб приложения с отворен код, тя се използва за разработването на web и мобилни приложения с езика JavaScript. Тя включва база данни сървър(WakandaDB), JavaScript framework(WAF) и Wakanda Studio, и интегрирана среда за разработка. Wakanda е разработена от 4D SAS.
Тя се поддържа на Linux, Microsoft Windows и Mac OS.
Проектът е бил започнат 2008 г. и за първи път е бил представен в The Ajax Experience през 2009 и в JSConf.eu по-късно същата година.